# Aranyos sáska
Az aranyos sáska (Chrysochraon dispar) a sáskafélék családjába tartozó, Eurázsiában honos sáskafaj.

## Megjelenése
Az aranyos sáska testhossza a hím esetében 15-19 mm, a nőstény 22-28 mm. A nemek szexuális dimorfizmusa igen erős. A hím fényes halványzöld vagy aranyoszöld; áttetszően barnás szárnyai majdnem elérik a hátsó térdet, vége lekerekített; térde sötétbarna; a potroh vége csúcsos. A nőstény másfélszer nagyobb, barnás-okkeres színű, sötét foltokkal tarkított; a hátsó comb alja és a lábszár borvörös; szárnyai kicsik, hegyes végűek. A tojókampó vége széles és alig áll ki a pothrohból. Mindkét nemnél előfordulhatnak hosszú szárnyú egyedek.
Ciripelése 1-1,5 másodperc hosszú strófákból áll, melyet néhány másodperces szünetek követnek szabálytalan időközökben. Egy strófán belül a hangok egyre gyorsulnak és erősödnek. Nappal és este énekel.

### Hasonló fajok
A smaragdzöld sáska, a közönséges rétisáska és a rövidszárnyú rétisáska hasonlít hozzá.

## Elterjedése
Eurázsia mérsékelt éghajlati övében fordul elő a Pireneusoktól egészen Szibériáig. Az Ibériai-félszigetről és Dél-Olaszországból hiányzik, de a Balkánon megtalálható. Magyarországon mindenütt megtalálható, főleg a domb- és hegyvidékeken gyakori. 

## Életmódja
Hűvösebb, nedves gyepek, rétek, vízparti társulások, sziki erdőspuszta-rétek lakója. A viszonylag sűrű és magas növényzetet preferálja. Ritkábban magas füvű száraz, félszáraz  gyepekben is megtalálható. Az alsóbb gyepszintben él.
Korai faj, melegebb helyeken kifejlett egyedei már június elején megfigyelhetők. Ősszel október elejéig találkozhatunk velük. A nőstény petéit különféle növények, kórók, cserjék szárába rakja (néha korhadt fába vagy fűfélék gyökerei közé), így a kaszált, legeltetett réteken nem tud megmaradni. A lárvák a következő évben április közepétől kelnek ki, négyszer vedlenek. 
Magyarországon nem védett.

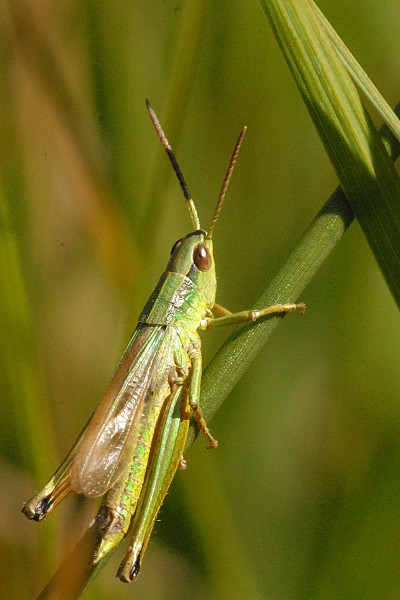
Hím
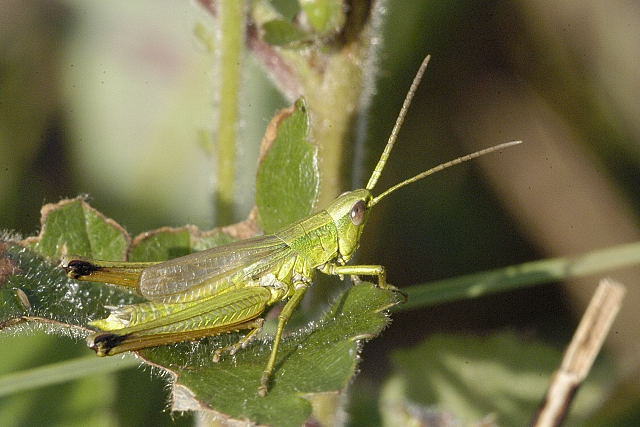
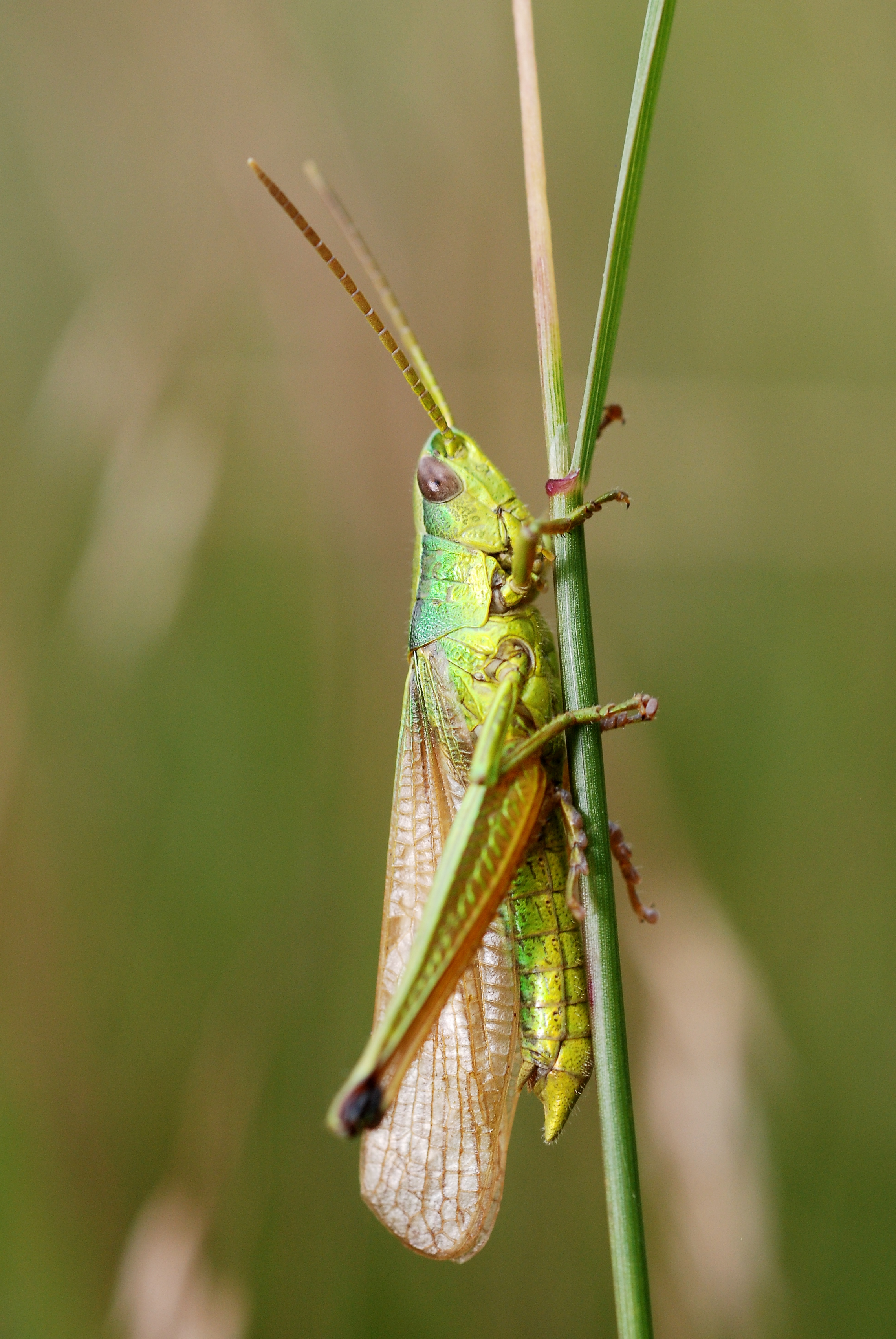
Hosszúszárnyú hím
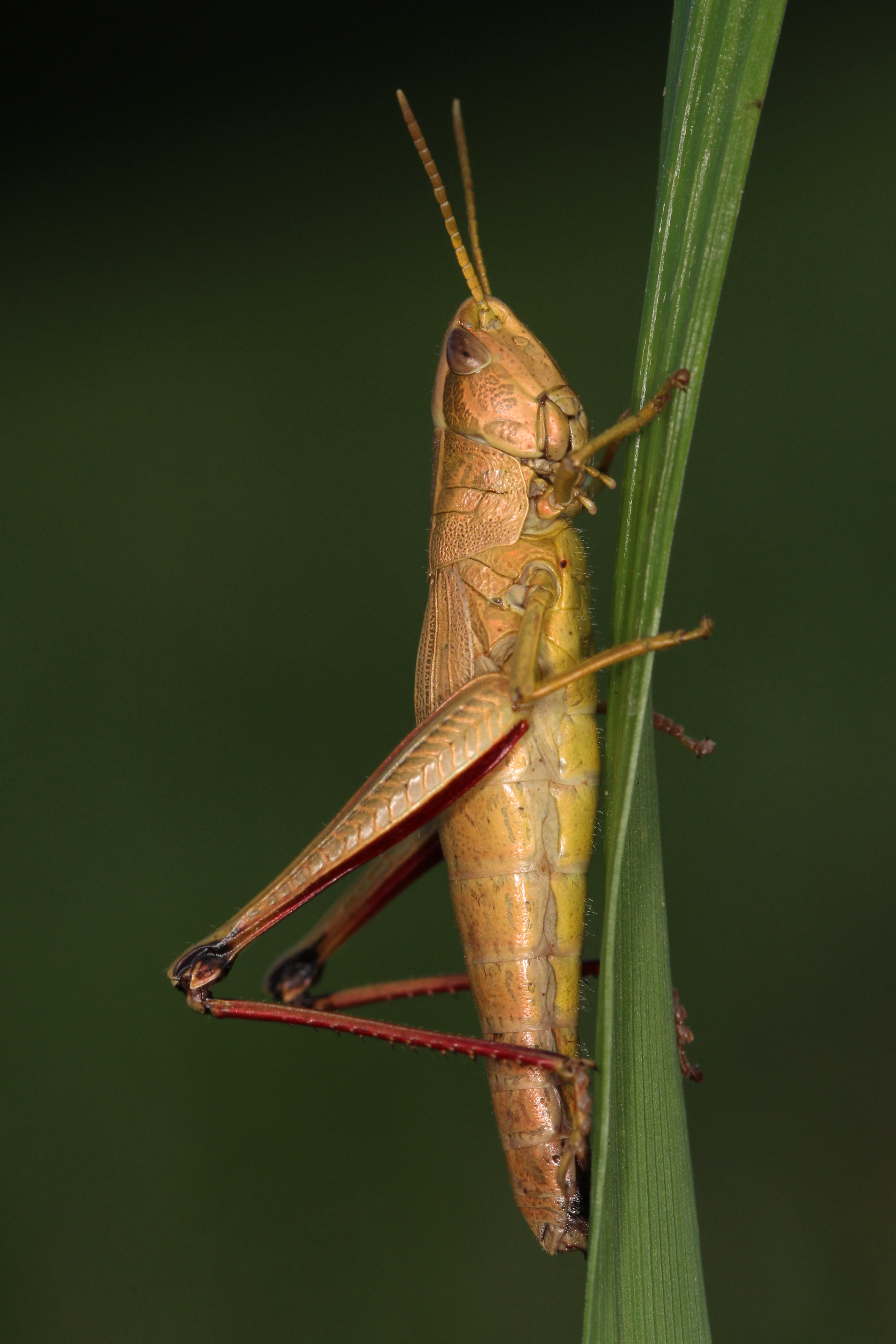
Nőstény
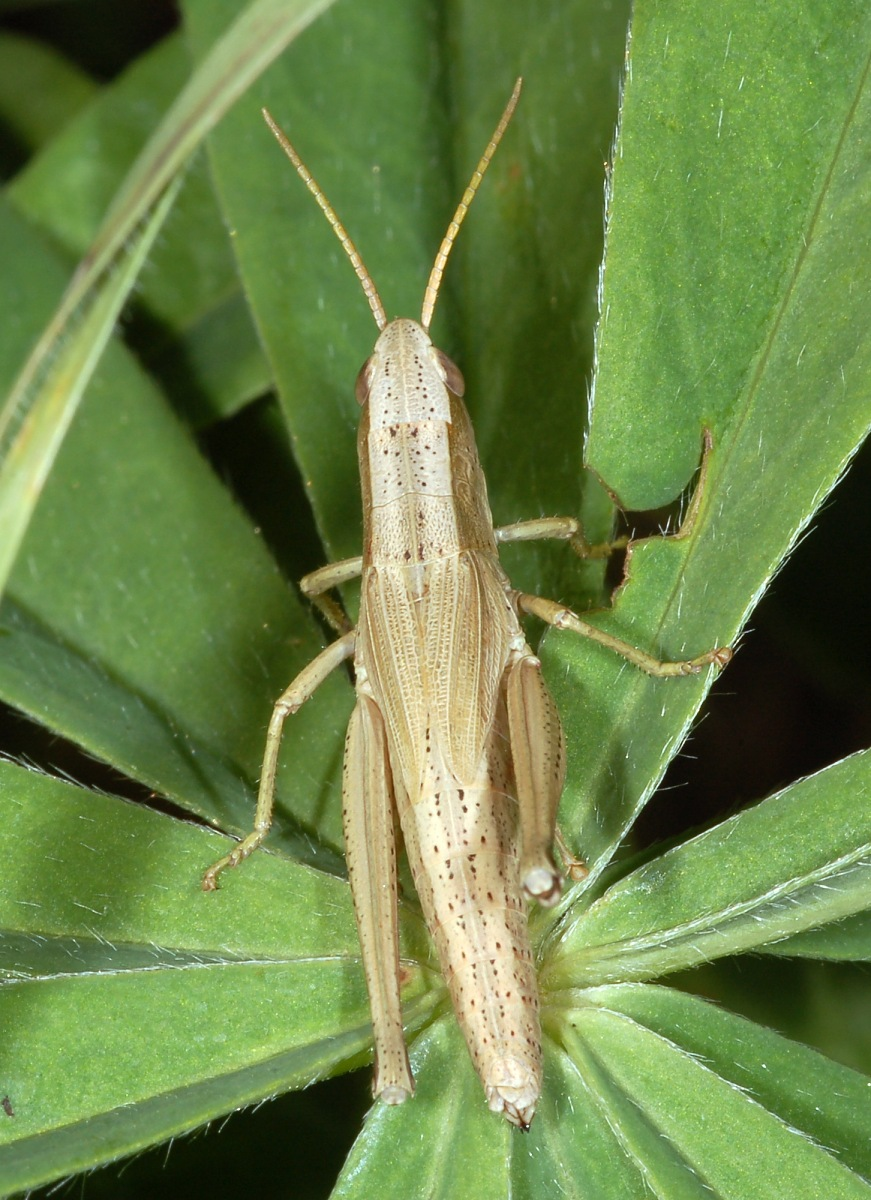